# 阜沙镇
阜沙镇是中国广东省中山市下辖的一个镇，位于中山市中北部，东临鸡鸦水道。总面积37.01平方公里，户籍人口3.54万人，非户籍人口1.87万人。阜沙镇人民政府驻阜圩社区。清初有人聚此垦耕，后形成集市，称浮圩，因处浮圩山南麓而得名，谐音埠圩。1957年设阜沙乡。1983年改阜沙区，1986年建镇。

## 行政区划
阜沙镇下辖8个村和1个社区。
- 村：卫民村、牛角村、阜东村、罗松村、阜沙村、大有村、丰联村、上南村。
- 社区：阜圩社区。